# مكتب براءات الاختراع لمجلس التعاون لدول الخليج العربية
مكتب براءات الاختراع لمجلس التعاون لدول الخليج العربية هو مكتب براءات اختراع إقليمي لمجلس التعاون لدول الخليج العربية والمكون من ست دول هي: الإمارات العربية المتحدة، ومملكة البحرين، والمملكة العربية السعودية، وسلطنة عمان، ودولة قطر، ودولة الكويت. يتألف المكتب من مجلس إدارة وجهاز تنفيذي. يتولى إدارة المكتب مجلس الإدارة الذي يتكون من ممثل مختص من كل دولة عضو بحيث لا تقل درجته عن وكيل وزارة، ويرأس مجلس الإدارة أحد أعضائه لمدة سنة بالتناوب. يقع مقر المكتب في مجمع مباني الأمانة العامة لمجلس التعاون لدول الخليج العربية في الرياض عاصمة المملكة العربية السعودية.

## آلية العمل
تتيح براءة الاختراع التي يمنحها المكتب الحماية القانونية للمنتج أو العملية التي يتضمنها الاختراع في جميع الدول الست وتكون براءة الاختراع سارية المفعول مباشرة في جميع دول المجلس اعتبارا من تاريخ منح البراءة. بموجب براءة الاختراع يحق لمالكها فقط صناعة أو بيع أو استيراد أو استعمال المنتج أو العملية موضوع الاختراع طيلة فترة سريان البراءة التي تنتهي بمرور عشرين سنة من تاريخ إيداع طلب براءة الاختراع إلى المكتب. يوجد في دول المجلس مكاتب براءات اختراع وطنية تمنح الحماية لمقدم الطلب فيها بموجب براءات اختراع وطنية، ويستطيع مقدم الطلب بشأن الاختراع الواحد تقديم طلبات بشأنه إلى المكاتب الوطنية، كما يمكنه تقديم طلب واحد إلى مكتب براءات الاختراع لمجلس التعاون ليغطي جميع الدول الأعضاء، حسب ما يراه مناسبا له.

## نظام المكتب
تم اعتماد نظام براءات الاختراع لدول مجلس التعاون لدول الخليج العربية والنظام الأساسي لمكتب براءات الاختراع لمجلس التعاون لدول الخليج العربية من ملوك ورؤساء دول المجلس في الدورة الثالثة عشرة للمجلس الأعلى (أبوظبي، 21 - 22 سبتمبر 1992م) ، ثم تم اعتماد تعديل نظام براءات الاختراع لدول مجلس التعاون لدول الخليج العربية في الدورة العشرين للمجلس الأعلى (الرياض، 27 - 29 نوفمبر 1999م). بدأ المكتب في مباشرة أعماله وقبول طلبات براءات الاختراع ابتداء من الثالث من أكتوبر 1998م.

## وصلات خارجية
- الموقع الرسمي
- النظام الأساسي للمكتب